# Anagyrodes perkinsi
Anagyrodes perkinsi är en stekelart som först beskrevs av Subba Rao 1971.  Anagyrodes perkinsi ingår i släktet Anagyrodes och familjen sköldlussteklar. Inga underarter finns listade i Catalogue of Life.